# Silbaš
Silbaš (izvirno srbsko Силбаш) je naselje v Srbiji, ki upravno spada pod Občino Bačka Palanka; slednja pa je del Južnobačkega upravnega okraja.

## Demografija
V naselju živi 2263 polnoletnih prebivalcev, pri čemer je njihova povprečna starost 40,3 let (39,1 pri moških in 41,4 pri ženskah). Naselje ima 964 gospodinjstev, pri čemer je povprečno število članov na gospodinjstvo 2,96.
Prebivalstvo je večinoma nehomogeno.
|  |

| Demografija | Demografija     | Demografija     |
| Leto        | Št. prebivalcev | Št. prebivalcev |
| ----------- | --------------- | --------------- |
|             |                 |                 |
|             |                 |                 |
|             |                 |                 |
|             |                 |                 |
| 1948        | 3308            |                 |
| 1953        | 3295            |                 |
| 1961        | 3267            |                 |
| 1971        | 3144            |                 |
| 1981        | 3025            |                 |
| 1991        | 2806            | 2741            |
| 2002        | 2939            | 2849            |
|             |                 |                 |

| Etnična sestava po popisu iz leta 2002 | Etnična sestava po popisu iz leta 2002 | Etnična sestava po popisu iz leta 2002 | Etnična sestava po popisu iz leta 2002 | Etnična sestava po popisu iz leta 2002 |
| -------------------------------------- | -------------------------------------- | -------------------------------------- | -------------------------------------- | -------------------------------------- |
| Srbi                                   | Srbi                                   |                                        | 1.601                                  | 56,19%                                 |
| Slovaki                                | Slovaki                                |                                        | 1.018                                  | 35,73%                                 |
| Romi                                   | Romi                                   |                                        | 44                                     | 1,54%                                  |
| Jugoslovani                            | Jugoslovani                            |                                        | 34                                     | 1,19%                                  |
| Hrvati                                 | Hrvati                                 |                                        | 19                                     | 0,66%                                  |
| Madžari                                | Madžari                                |                                        | 10                                     | 0,35%                                  |
| Slovenci                               | Slovenci                               |                                        | 2                                      | 0,07%                                  |
| Rusini                                 | Rusini                                 |                                        | 2                                      | 0,07%                                  |
| Črnogorci                              | Črnogorci                              |                                        | 1                                      | 0,03%                                  |
| Ukrajinci                              | Ukrajinci                              |                                        | 1                                      | 0,03%                                  |
| Romuni                                 | Romuni                                 |                                        | 1                                      | 0,03%                                  |
| Makedonci                              | Makedonci                              |                                        | 1                                      | 0,03%                                  |
| Neznano                                | Neznano                                |                                        | 15                                     | 0,52%                                  |